# Domingo Perurena
Pour l’article homonyme, voir Iñaki Perurena.
Domingo Perurena Tellechea dit Txomin Perurena, né le 15 décembre 1943 à Oiartzun et mort le 8 juin 2023 à Saint-Sébastien, est un coureur cycliste espagnol d'origine basque.

## Biographie
Domingo Perurena meurt le 8 juin 2023 à la suite d'une « longue maladie ».

## Palmarès

### Palmarès amateur
- 1964
  - Prueba Loinaz
  - Tour de la Bidassoa
- 1965
  - Tour d'Anjou
  - 2e étape du Tour de la Bidassoa
  - 3e étape du Trophée Nice-Matin[3]
  - Tour de Cantabrie
  - 8e étape du Tour de l'Avenir
  - Mémorial Etxaniz
  - Prueba Alsasua
  - 2e du Tour de la Bidassoa
  - 2e du Tour de Navarre
  -  Médaillé d'argent du championnat du monde du contre-la-montre par équipes
  - 3e du Trophée Nice-Matin

### Palmarès professionnel
- 1966
  - Bordeaux-Saintes
  - 3e étape du Gran Premio de la Bicicleta Eibarresa
  - 18e étape du Tour d'Espagne
  - Subida al Naranco
  - 1re étape du Tour d'Ávila
  - 2e du GP Pascuas
  - 3e du Tour d'Ávila
  - 3e du Trofeo Elola
  - 3e des Six Jours de Madrid (avec José Manuel López Rodríguez)
- 1967
  - 4e et 7e étapes du Tour du Levant
  - Semaine catalane :
    - Classement général
    - Trofeo Jaumendreu

  - 3e étape du Gran Premio de la Bicicleta Eibarresa
  - 2e étape du Tour d'Espagne
  - 3e du Trofeo Masferrer
- 1968
  - 5e étape de la Semaine catalane
  - Barcelone-Andorre
  - GP Pascuas
  - 2e étape du Gran Premio de la Bicicleta Eibarresa
  - 10e étape du Tour d'Espagne
  - 3e étape du Tour de Catalogne
  - 3e étape du Tour de La Rioja
  - 2e de la Klasika Primavera
- 1969
  -  Champion d'Espagne d'omnium
  - 7e étape du Tour du Levant
  - GP Pascuas
  - 5e étape du Tour du Pays basque
  - 4e étape du Tour d'Espagne
  - Clásica de Sabiñánigo
  - GP Llodio
  - 1reb étape du Tour de Catalogne
  - 2e et 3eb étapes du Tour de La Rioja
  - 2e du GP Vizcaya
  - 3e du championnat d'Espagne de l'américaine
- 1970
  -  Champion d'Espagne des régions
  - 5e étape du Tour du Levant
  - 4e étape du Tour du Pays basque
  - 2ea étape du Tour de l'Oise
  - GP Llodio
  - 2ea étape du Tour de La Rioja
  - Trofeo Elola
  - Six Jours de Madrid (avec José Manuel López Rodríguez)
  - 2e de la Clásica de Sabiñánigo
  - 3e du GP Pascuas
- 1971
  -  Champion d'Espagne des régions
  - 4e étape du Tour du Levant
  - 3e étape du Tour de Majorque
  - GP Pascuas
  - Klasika Primavera
  - 6e étape du Tour d'Italie
  - 1rea, 1reb, 4e et 6eb étapes du Tour de Cantabrie
  - Prueba Villafranca de Ordizia
  - GP Vizcaya
  - Trofeo Masferrer
  - 1re et 2e étapes du Tour de Catalogne
  - 2e étape du Trophée Antonio Blanco
  - 2e du Tour d'Andalousie
  - 2e du Trophée Luis Puig
  - 2e de la Clásica de Sabiñánigo
  - 3e du championnat d'Espagne sur route
  - 3e de la Course des raisins
  - 3e du Tour de Catalogne
  - 3e du Trofeo Elola
- 1972
  -  Champion d'Espagne des régions
  - 4e et 5e étapes du Tour d'Andalousie
  - Tour du Levant :
    - Classement général
    - 3e étape

  - 4e et 5e étapes du Tour du Pays basque
  - Tour d'Espagne :
    -  Classement par points
    - 3e et 10e étapes

  - 2eb étape du Tour des vallées minières
  - 2e, 3e et 5ea étapes du Tour des Asturies
  - 1re étape du Tour de Ségovie
  - 1rea, 3e et 5e étapes du Tour de Cantabrie
  - Prueba Villafranca de Ordizia
  - Trois Jours de Léganés
  - GP Vizcaya
  - 2ea et 2eb du Tour de Minorque
  - 1re, 2ea et 3e étapes du Tour de Catalogne
  - 3e étape du Tour de la Nouvelle-France
  - GP Llodio
  - GP Leganés
  - 2e du Trophée Luis Puig
  - 2e du championnat d'Espagne sur route
  - 3e du Tour de Cantabrie
  - 6e du Tour d'Espagne
  - 7e de Milan-San Remo
- 1973
  -  Champion d'Espagne sur route
  - 5e étape du Tour du Levant
  - 3e et 5e étapes du Tour du Pays basque
  - Gran Premio Nuestra Señora de Oro
  - Grand Prix de Navarre
  - 13e étape du Tour d'Espagne
  - 7e étape du Tour de Suisse
  - 2e et 3e étapes du Tour de Majorque
  - Trofeo Elola
  - 1re étape du Tour de Cantabrie
  - Tour de Catalogne :
    - Classement général
    - 1re et 5e étapes

  - 2e du Trophée Luis Puig
  - 2e du championnat d'Espagne de la montagne
  - 3e du Tour du Pays basque
  - 3e du Trophée Antonio Blanco
  - 9e de la Semaine catalane
- 1974
  -  Champion d'Espagne des régions
  - 1re, 2e, 3e et 4ea étapes du Tour du Pays basque
  - GP Pascuas
  - Tour d'Espagne :
    -  Classement par points
    - 5e et 7e étapes

  - 3eb étape du Tour d'Aragon
  - 1re étape du Critérium du Dauphiné libéré
  - 2ea étape du Tour des Asturies
  -  Classement de la montagne du Tour de France
  - Trofeo Masferrer
  - 1re et 3ea étapes du Tour de Catalogne
  - 1re étape du Clásico Polímeros Colombianos
  - 2e du championnat d'Espagne de la montagne
  - 3e du Tour de Catalogne
  - 5e de Milan-San Remo
  - 5e du Tour d'Espagne
  - 8e du Critérium du Dauphiné libéré
  - 8e du championnat du monde sur route
- 1975
  -  Champion d'Espagne sur route
  -  Champion d'Espagne de la montagne
  -  Champion d'Espagne des régions
  - 2e et 3e étapes du Tour d'Andalousie
  - 5e étape du Tour du Levant
  - 5e étape de la Semaine catalane
  - 13e étape du Tour d'Espagne
  - 7ea étape du Tour d'Italie
  - Clásica de Sabiñánigo
  - 3eb et 4e étapes du Tour de Cantabrie
  - 3e étape des Trois Jours de Leganés
  - GP Vizcaya
  - 5e étape du Tour des Pays-Bas
  - Trofeo Masferrer
  - Prologue, 1rea et 6e étapes du Tour de Catalogne
  - 2e du GP Pascuas
  - 2e du Tour d'Espagne
- 1976
  -  Champion d'Espagne des régions
  - 1re étape du Tour du Levant
  - 4e étape du Tour du Pays basque
  - GP Pascuas
  - 3e et 6ea étapes du Tour des Asturies
  - Prueba Villafranca de Ordizia
  - 2e étape du Tour de Cantabrie
  - Trois Jours de Leganés
  - Trofeo Elola
  - 3e du Tour des Asturies
- 1977
  - Trophée Luis Puig
  - 3e étape du Tour du Levant
  - 2e du Tour de La Rioja
  - 3e du Tour d'Andalousie
  - 3e du GP Vizcaya
  - 4e du Tour d'Espagne
  - 5e du championnat du monde sur route
- 1978
  - GP Pascuas
  - Klasika Primavera
  - 7e et 19ea étapes du Tour d'Espagne
  - 2e du Trophée Luis Puig

### Résultats sur les grands tours

#### Tour de France
5 participations :
- 1966 : 18e
- 1969 : 38e
- 1970 : 90e
- 1974 : 44e,  vainqueur du classement de la montagne
- 1976 : 71e

#### Tour d'Espagne
14 participations :
- 1966 : 12e, vainqueur de la 18e étape et du classement des metas volantes
- 1967 : abandon (17e étape), vainqueur de la 2e étape,  maillot amarillo durant 2 jours
- 1968 : 24e, vainqueur de la 10e étape
- 1969 : 23e, vainqueur de la 4e étape
- 1970 : abandon (1re étape)
- 1971 : 16e,  maillot amarillo durant 1 jour
- 1972 : 6e,  vainqueur du classement par points, vainqueur des 3e et 10e étapes,  maillot amarillo durant 9 jours (dont deux à demi-étape)
- 1973 : 44e, vainqueur de la 13e étape
- 1974 : 5e,  vainqueur du classement par points, vainqueur des 5e et 7e étapes,  maillot amarillo durant 6 jours (dont un à demi-étape)
- 1975 : 2e, vainqueur de la 13e étape,  maillot amarillo durant 7 jours
- 1976 : 17e
- 1977 : 4e
- 1978 : 22e, vainqueur des 7e et 19ea étapes
- 1979 : abandon (3e étape)

### Tour d'Italie
5 participations :
- 1971 : 34e, vainqueur de la 6e étape
- 1972 : abandon (8e étape)
- 1973 : 37e, vainqueur du classement des sprints intermédiaires
- 1975 : 41e, vainqueur de la 7ea étape
- 1977 : 52e